# Vanillaware
A Vanillaware (ヴァニラウェア有限会社; Hepburn: Vanirawea Yūgen-gaisha) japán videójáték-fejlesztő cég. A vállalat korábban, 2002 és 2004 között Puraguru néven volt ismert, azonban átnevezték Vanillaware-re. A stúdió korábbi munkái 2D-s vagy sprite-alapú játékdizájnt követnek. Pozitív figyelmemben részesültek a rajgóktól és a videójátékos szaksajtótól egyaránt 2D-s játékdizájn népszerűsítése miatt a 3D-s játékok által dominált piacon. A céget az Atlus azon tagjai alapították, akik az 1997-es Sega Saturn játékkonzolra megjelent Princess Crownt fejlesztették.

## A cég története
A Vanillaware-t eredetileg Puraguru néven alapították 2002 februárjában az Atlus egykori alkalmazottjai. Az alapító tagok között volt Kamitani George rendező, illetve két másik személy, akik mind tagjai voltak az 1997-ben Sega Saturnra megjelent Princess Crown videójáték fejlesztőcsapatának. Ekkoriban Kamitani a Square Enixnél dolgozott a Fantasy Earth: Zero Windows-játék fejlesztési igazgatójaként, de korábban olyan videójáték-cégek is alkalmazták, mint a Capcom, ahol olyan játéktermi címeken dolgozott, mint a Dungeons & Dragons: Tower of Doom, vagy a Racjin, ahol kiszervezett erőforrásként működött közre. 2004-ben a cég nevet váltott Vanillaware-re, majd elkötelezték magukat az elsősorban 2D-s grafikai világot megjelenítő játékok fejlesztése mellett szembe menve ezzel a jóval népszerűbb 3D-s címekkel. A cég egy az Adobe Flash által inspirált egyedi programozási eszközkészletet használ, illetve a tebineri („kézzel alakítás”) elnevezésű grafikus fejlesztési folyamatot, amellyel a művészek 3D-nek ható szereplőket és környezetet alakíthatnak ki teljes mértékben kétdimenziós pixelekből lerenderelve.
A cég első elkészített játéka a PlayStation 2-es Odin Sphere lett, amit az Atlus jelentett meg. Ugyan a játék fejlesztését már 2006-ban befejezték, azonban az Atlus 2007 májusáig visszatartotta a játék megjelenését, hogy az ne ütközzön a saját, belső fejlesztésű szerepjátékának, a Shin Megami Tensei: Persona 3-nak megjelenésével. Ugyan második projektjük, a GrimGrimoire fejlesztése csak az Odin Sphere elkészülte után kezdődött meg, azonban mégis egy hónappal előbb jelent meg Japánban a Nippon Ichi Software kiadásában. 2009-re a cég 21 alkalmazottra duzzasztotta magát, akik Kamitani elmondása szerint „lényegében 100 százaléka” művész. Ebben az évben jelent meg első játékuk Wiire, a Muramasa: The Demon Blade az Ignition Entertainment gondozásában. A Ignitionnel kötött partnerségük eredményeként készült el a Dragon’s Crown PlayStation 3 és PlayStation Vita konzolokra. A játékkal Kamitani már közel 13 éve próbálta meggyőzni a kiadókat mielőtt végül megkezdődött annak valós fejlesztése.

## Videójátékaik
2007
- GrimGrimoire (PlayStation 2)
- Odin Sphere (PlayStation 2)

2008
- Kumatancsi (Nintendo DS, kizárólag Japánban jelent meg)[8]

2009
- Muramasa: The Demon Blade (Wii)

2011
- Grand Knights History (PlayStation Portable, kizárólag Japánban jelent meg)[9]

2013
- Muramasa Rebirth (PlayStation Vita)
- Dragon’s Crown (PlayStation Vita és PlayStation 3)[10]

2016
- Odin Sphere: Leifthrasir (PlayStation 4, PlayStation 3, PlayStation Vita)[11]

TBA
- 13 Sentinels: Aegis Rim (PlayStation 4, PlayStation Vita)